# Fariborz Sahba
Fariborz Sahba (in persiano فريبرز صهبا; Mashhad, 1948) è un architetto iraniano naturalizzato canadese di fede Bahá'í.
Membro dell'Assemblea spirituale nazionale bahai canadese, progettista, fra le altre opere, delle terrazze del Mausoleo del Báb e del tempio bahai di Nuova Delhi in India.
Fariborz Sahba vive in Canada mentre la sua attività professionale si svolge in tutto il mondo.

## Carriera
Fariborz Sahba conseguì nel 1972 il dottorato in architettura presso la facoltà di Belle Arti dell'Università di Teheran.
Ha progettato numerosi e prestigiosi edifici in Iran e nel mondo, fra i quali si segnalano il Centro per l'artigianato di Teheran, l'Ambasciata Iraniana di Pechino e alcune opere bahai che gli hanno dato rinomanza mondiale.

### Tempio del loto

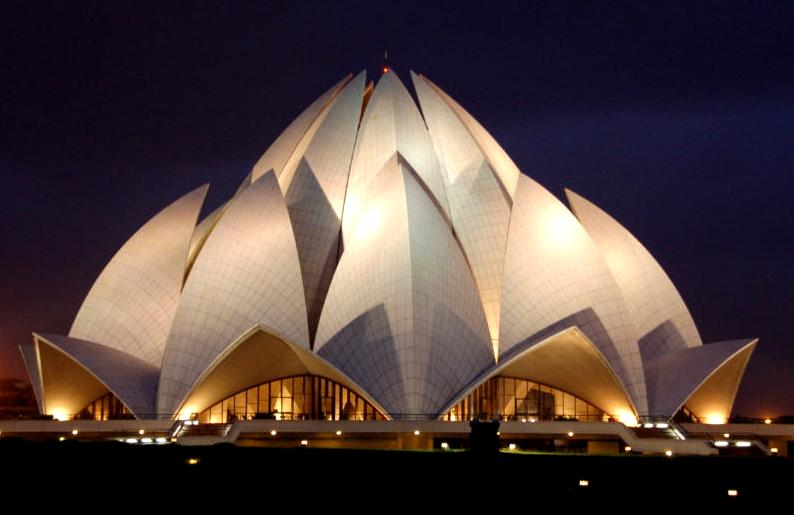
Tempio del loto, Nuova Delhi

Nel 1976 la Casa Universale di Giustizia, con sede nel Centro Mondiale Bahai di Haifa in Israele, gli conferì l'incarico di progettare un tempio per la comunità bahai indiana da costruire a Nuova Delhi.
I lavori di costruzione del tempio durarono 10 anni e il risultato finale fu un'opera architettonica elegante e snella ispirata al fiore di loto.
Il tempio, noto come Tempio del loto o Tempio di Bahapur, è uno degli edifici più visitati al mondo con oltre 3,5 milioni di visitatori, ed è al tempo stesso il più grande tempio bahai attualmente esistente.
L'architetto Arthur Erickson ha descritto il Tempio del loto come una delle più notevoli realizzazioni del nostro tempo, che dimostra come la motivazione e la visione dello spirito possano fare miracoli.

### Terrazze bahai

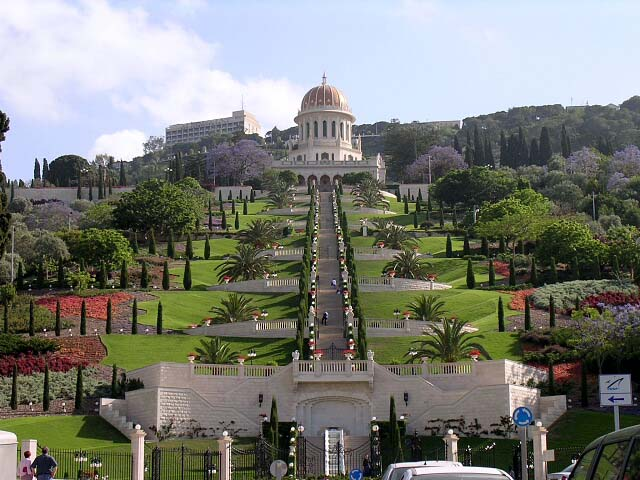
Terrazze bahai e Mausoleo del Báb

Nel 1987 la Casa Universale di Giustizia gli affidò la progettazione dei giardini a terrazze per l'accesso monumentale al Mausoleo del Báb, uno dei luoghi più sacri per i Bahai, note come Terrazze bahai.
Le Terrazze, situate sul Monte Carmelo a Haifa, furono inaugurate il 22 maggio 2001, in coincidenza con il 158º anniversario della rivelazione del Báb, il precursore di Bahaullah e della fede bahai.
Le 19 terrazze, che formano una cascata di giardini di spettacolare bellezza, hanno rimodellato l'aspetto del Monte Carmelo in una ordinata esplosione di colori floreali.
Rappresentano simbolicamente il Báb e le 18 Lettere del Vivente, i suoi primi seguaci, da ciò il loro numero di 19.
I giardini sono stati piantumati con essenze provenienti da tutte le parti del mondo per rappresentare l'unità del genere umano, unico pur nella diversità dei suoi componenti, proprio come un prato fiorito.
Le Terrazze si sviluppano longitudinalmente lungo la montagna per 1 km e hanno una larghezza che va dai 60 ai 400 metri.
Il Comune di Haifa ha conferito alle Terrazze il Premio Aphraim Lifshitz e il Council for a Beautiful Israel il 1999 Magshim Award.
A Fariborz Sahba fu affidata anche la direzione della progettazione del Centro Mondiale Bahai di Haifa.
È anche chief-editor dell'International Children's Magazine.